# Рікардо Чавес (футболіст)
Рікардо Чавес Сото (ісп. Ricardo Chávez Soto, нар. 19 листопада 1994, Сьюдад-Вікторія) — мексиканський футболіст, захисник клубу «Монтеррей» та національної збірної Мексики. Виступав також за низку мексиканських клубів

## Клубна кар'єра
Рікардо Чавес народився 1994 року в місті Сьюдад-Вікторія, та є вихованцем футбольної школи клубу «УАНЛ Тигрес». У 2014 році Чавеса перевели до основної команди клубу, проте до основного складу команди гравець не пробився, і з 2016 до 2018 року футболіст грав у оренді в клубах «Коррекамінос» та «Сімарронес де Сонора».
У 2018 році на правах постійного контракту Рікардо Чавес став гравцем клубу «Хуарес», у якому виступав до 2019 року. З 2019 до 2021 року захисник грав у складі клубу «Некакса».
У 2021 році Чавес перейшов до складу клубу «Атлетіко Сан-Луїс», у складі якого виступав до 2025 року. З 2025 року футболіст грає у складі клубу «Монтеррей».

## Виступи за збірну
У 2023 році Рікардо Чавес дебютував у складі національної збірної Мексики.